# Las lágrimas de Angélica
La primera parte de la Angélica, más conocida como Las lágrimas de Angélica, es un poema caballeresco del escritor español Luis Barahona de Soto publicado en 1586.
La obra se plantea como una continuación del Orlando furioso, dentro de la tendencia italianizante importada por Boscán y Garcilaso. Narra las peripecias vividas por la hermosa Angélica tras su matrimonio con Medoro, sus esfuerzos para huir de la persecución de Orlando, prisiones, encantamientos y las tribulaciones vividas para la reconquista del reino de Catay, del que se había apoderado una reina rival.
Fue obra apreciada por sus contemporáneos, como atestigua Cervantes en el capítulo VI de la Primera Parte del Quijote, en el «donoso escrutinio» de la Biblioteca de Don Quijote. No obstante, algunos críticos posteriores han sido menos elogiosos de los méritos de la obra de Barahona de Soto.
Se sabe que hubo una segunda parte de Las lágrimas de Angélica, y de ella se conocen fragmentos citados en otras obras.